# 宮島めい
宮島 めい（みやじま めい、2000年10月17日 - ）は、日本のAV女優。 愛媛県松山市出身。ティーパワーズ所属。

## 略歴
保育士を目指していた大学幼児教育学科2年生のとき、留学費用を稼ぐためSODクリエイトの女優募集に応募。約1000人の応募の中からSOD副社長の高岡哲也が一目ぼれして即採用。留学日程から「100日間だけのAV女優」という鳴り物入りでAVデビューした。
デビュー作である『宮島めい AV DEBUTします。でも、次で引退です。』は6月3日週のFANZA通販フロア週間AVランキングで初登場第4位ランクイン。第2作であり引退作の『宮島めい これで、引退します。思いっきり絶頂して、完全燃焼しました。』が同7月22日週で初登場第1位を記録した。
しかしコロナ禍となり留学自体が中止になり、今後も当面の間は先行きが不透明で海外渡航自体ができそうにも無いこと、自身が出演したAVに想像以上の反響があったことを受け同年10月に復帰、AV女優業を継続する旨を表明した。再デビュー作となる『奇跡の復活 女優としての本気を見せる覚醒SEX4本番 宮島めい』は同年9月18日デイリー通販フロアで初登場第1位。
2021年5月、「THE TIP」キャンペーンガール・BASARAガールに青空ひかり、夏目響とともに就任。UZU-UZU担当。同年10月からPIKU-PIKU担当。
光文社『FLASH』発表の2021年セクシー女優ランキング第42位。また、大学2年時にAV女優となったが、両立が困難になったこと、新型コロナウイルス禍が長引き、そもそも保育科の授業や実習などがまともに行えず、ほとんどオンラインに変更となり、進路に疑問を持ったことから、2021年3月末、2年時終了を持って中退している。
2022年12月26日週FANZA通販フロアランキングにて、デビュー作収録の『SODstar15周年記念！厳選した人気スター女優18名 デビューSEX集めました!』が1位を記録。
2023年12月4日週FANZA動画フロアランキングにて『隠れエロボディの牛丼チェーン店で働くパート主婦が学生バイトと避妊具なしでネチョベロ不倫中出し 宮島めい』が初登場5位を記録。
2025年6月12日、東京・三軒茶屋グレープフルーツムーンで行われたMilky Pop Generation主催の音楽イベント『月で逢いましょう vol.121 ニューカマースペシャル』にて、音楽イベントに初出演。

## 人物
- 趣味はお菓子作り、読書。特技はダンス、漫画の早読み[12]。
- 初体験は高校3年生の時に当時の彼氏と温泉旅行で[13][14]。
- 体重は2022年のインタビューでデビュー時は48キロ。現在（2022年）は43キロと答えている[15]。体型維持のためトレーニングのほか呼吸法、インナーケア、1日2回のランニングもしくはウォーキングを行っている[16]。
- ドラマ作品に関しては「特別演技しなくても、本気で感じてる姿を出せば楽しんでくれるんだ」と気づいてから楽しくなっており、事前に作りこむとぎこちなくなるので、現場の掛け合いからどう動くかを考えている[17]。AVライターの末吉みちおは「演技力がズバ抜けていて、ドラマ作品でヒット作を連発」と言及。同じくライターの芝田カズは「背徳感ある女性を演じさせたらピカイチ」と述べている[18]。

## 作品

### アダルトビデオ
2020年
- 宮島めい AV DEBUTします。でも、次で引退です。（7月9日、SODクリエイト）[19]
- 宮島めい これで、引退します。思いっきり絶頂して、完全燃焼しました。（8月27日、SODクリエイト）
- 奇跡の復活 女優としての本気を見せる覚醒SEX4本番 宮島めい（10月22日、SODクリエイト）
- ぽってり肉厚な唇で僕を誘う幼馴染とぎゅっと、ずっと、キス。そしてSEXしまくった週末3連休。 宮島めい（11月26日、SODクリエイト）
- 教育実習生が巨根と聞きつけ校内中どこでも求愛ハーレム4Pを仕掛ける学園一美少女トリオ（12月24日、SODクリエイト）[20]

2021年
- 汗だくつゆだく美少女の全身舐めまくり ね～っちょり接吻性行為 宮島めい（1月21日、、SODクリエイト）
- 既婚者の僕が出張先の地方のスナックで知り合ったノリのいい地元美女と温泉で二晩ハメまくった 宮島めい（2月25日、SODクリエイト）
- 学校の成績は悪いけどヌキテクがもんのスゴい従妹に勉強を教えてあげる代わりに12発ヌいてもらった 宮島めい（3月16日、、SODクリエイト）
- 大きな亀頭で子宮口ほじくり性交 宮島めい（4月13日、、SODクリエイト）
- ドバドバ精子垂れ流し無限昇天イメクラエステ4COSPLAY3sex 宮島めい（5月20日、、SODクリエイト）
- キメセク相部屋NTR 大嫌いで最低最悪な絶倫元カレに…媚薬を飲まされ…×××。 宮島めい（6月24日、SODクリエイト）
- ぷるっぷるの唇は腰が砕けるほど気持ちいい! 喉奥フェラチオ大好きおしゃぶり係 宮島めい（7月22日、SODクリエイト）
- 乳首でイっちゃうM男クン宅へついて行って一晩中乳首責めラブラブH(ハート) 宮島めい（8月26日、SODクリエイト）
- 中出し解禁! 生チ〇ポで覚醒! 激イキ! 大痙攣! 本気汁まみれの大絶頂、大絶叫セックス 宮島めい（9月23日、SODクリエイト）
- 上京してルームシェアした部屋は汚いおやじの住む汚部屋でした… 汚なおじさんに犯されて感じちゃった私は最低ですか? 宮島めい（10月21日、SODクリエイト）
- 体の相性が最高なコンビニパート主婦Mさんとは休憩2時間のショートタイム密会でも最低3回は射精(だ)せる 宮島めい（11月25日、SODクリエイト）
- ようこそ癒しの楽園へ。南国エロティックスパ 宮島めい（12月23日、SODクリエイト）

2022年
- 人気エロカワ美容師めいさんは実はとんでもなくキス魔 お客様をべろちゅう誘惑ぐい 宮島めい（1月27日、SODクリエイト）
- 仕事の打ち上げでイケイケ営業マンの上司に酔わされ犯されて… キメセクで壊れてイカされまくった早朝4時 宮島めい（2月23日、SODクリエイト）[21]
- 僕の住むド田舎の向かいの家に越してきためいちゃんに覗きがバレて…。童貞の僕はめいちゃんのオモチャになって犯され続けた。 宮島めい（3月24日、SODクリエイト）
- なんかめいって、リア充で幸せそうでムカつくから好き放題レ×プしてもらったんだ。 宮島めい（4月21日、SODクリエイト）
- キメセク相部屋NTR 〜Another Story~ 大嫌いで最低最悪な絶倫元カレに… 媚薬を飲まされ…×××。 宮島めい（5月26日、SODクリエイト）
- 覚えたてのドスケベ淫語で僕を誘惑してくる居酒屋バイト先の生意気小悪魔女子校生 宮島めい 〜バイト中に逆痴漢され、精子が空になっても何度も何度も射精(イ)かされまくった〜（6月23日、SODクリエイト）
- 地元で有名な超絶ヤリマンギャルに何発も精子を搾り取られた夏の思い出 宮島めい（7月21日、SODクリエイト）[22]
- 理性崩壊! 大痙攣・大絶頂! マ〇コが壊れるほどの激イカセに淫汁を垂らしても垂らしても止まらない… 連続オーガズムピストンセックス 宮島めい（8月25日、SODクリエイト）
- デビュー2周年記念企画! 街中でガチンコ素人さんを逆ナンパ!めいちゃんの悶絶エステに10分発射我慢出来たら、生中出しエッチでご奉仕しちゃいます!宮島めい（9月22日、SODクリエイト）
- 宮島めいのオナニーのお手伝いしてあげる 6HENGE3sex（10月20日、SODクリエイト）
- いいなり温泉旅行 宮島めい（12月22日、SODクリエイト）

2023年
- 互いに浮気心をかかえた遠距離恋愛カップルが限られた時間の中でザーメン尽きるまで上書き中出しセックスを重ねた絶倫再会24時 宮島めい（2月9日、SODクリエイト）
- はじめてのドクハラ健康診断 変態医師のスケベ検診に悔しくもガクガク声我慢イキする新人OL 宮島めい（21）（3月28日、SODクリエイト）[23]
- 赤ちゃん欲しがる中出し子作り淫語 僕への「好き」があふれて止まない6つ年上の家庭教師・Mさん 宮島めい（4月20日、SODクリエイト）
- このメンズエステ、裏オプ目当てのスケベ社長しか来ません。施術講習で経営者に裏オプ強要され、その盗撮動画で脅され、スケベ社長らに肉体接待させられる舞台役者の卵 宮島めい（5月25日、SODクリエイト）
- サークルの宅飲みで眠剤を仕込まれ、集団眠姦×キメセクレ○プ 無防備な身体に好き勝手中出しされ続け… 宮島めい（6月22日、SODクリエイト）
- 無邪気なおねだりフェイスにズキュン! ず～っと振り回されっぱなし イチャイチャ! たじたじ! ヤリまくり! ハメ撮り! デビュー3周年記念デート 宮島めい（7月20日、SODクリエイト）
- 【夏といえば水着! SODstar全員ビキニ祭】 彼氏にデートをドタキャンされた先輩から突然の呼び出し! 後輩の僕を一日中連れ回し当てつけベロチュウ & ヤケクソ杭打ち騎乗位 宮島めい（8月24日、SODクリエイト）
- 隠れエロボディの牛丼チェーン店で働くパート主婦が学生バイトと避妊具なしでネチョベロ不倫中出し 宮島めい（9月21日、SODクリエイト）
- 【洗脳売春】SNSで話題の「100年に1人の陸上美女めいちゃん」 催●ダッチワイフにして売っています。 宮島めい（10月26日、SODクリエイト）
- 大量潮吹きするほどピストンバイブでイカされて「もうイッてるからぁぁ」アクメ直後もガンガンッ膣奥を突きまくる超追撃ピストン 宮島めい（11月23日、SODクリエイト）
- 「反省するまで射精させてあげないよ？」素行の悪い生徒を凄テクで沼らせ更生させる生徒指導の女教師 宮島めい（12月21日、SODクリエイト）

2024年
- 【絶対服従ランドリー】毎晩店内でオナニーしている美人OLを性奴●にして40分間ち●こを洗濯させてます。 宮島めい（1月25日、SODクリエイト）
- 「ボクの妻を誘惑してください」 妻の本性を暴くため、知人に寝取りを依頼する夫。自分が知らなかった妻のドM性癖が露わにされた記録映像 宮島めい（2月22日、SODクリエイト）
- 4年目で初出勤! 無制限発射 OK で連続ナマ中出しさせてくれる完全会員制ソープ 宮島めい（3月20日、SODクリエイト）[24]
- 無垢な美少女はある日された痴〇をきっかけに公共の場でのセックスにハマってしまった…見られるかもしれないスリルに快感を覚えてしまい掲示板で自ら相手を募集するようになるまで。宮島めい（4月25日、SODクリエイト）
- 1日中即ハメピストン! 足ガクガク腰が抜けても絶対に離さない追撃バックで限界突破! 宮島めい（5月23日、SODクリエイト）
- ド田舎から上京した無垢な姉は、妹に売られて中年種付けハメ撮り売春の沼で快楽に醒めていく。 宮島めい（6月20日、SODクリエイト）
- 全身性感帯のサキュバスを拾いました。貧乏非モテの僕はドジっ子サキュバスのお願いで精子が無くなるまで何度も中出しSEXし続けた。魔力を取り戻す唯一の方法は膣内射精…!? 宮島めい【特典映像収録版】（7月25日、SODクリエイト）
- 「フェラだけなら何回射精（だ）しても浮気にならないでしょ?」ギリギリNTR未満で追撃フェラチオが大好きチンしゃぶリスクジャンキー小悪魔痴女 宮島めい（8月22日、SODクリエイト）[25]
- SOD本社で一日社員体験! 制作部ADになった宮島めいがプレゼンで・面接で・説明会で! ずっとハメっぱなし辱め業務!（9月26日、SODクリエイト）
- 日本一接客態度が悪いピンサロ店に行ってみた 「さっさと射精して、帰って寝ろよ」手コキ・フェラチオ・顔騎・本番SEX…全て、やさしさ0%!!（10月24日、SODクリエイト）
- 人里はなれた山奥へ移住した元カレを訪ねて… 久々の再会に火がついてしまった結婚直前の女と朝まで山ごもりナマ中出し絶倫セックス 宮島めい（11月21日、SODクリエイト）
- 体液にまみれよがりイク極上のカラダ 汗・潮・涎全ての宮島汁を味わい堪能する5CORNER 宮島めい（12月26日、SODクリエイト）[26]

2025年
- ナチュラルハイ25周年記念作品 これが噂の痙攣X漬け水着モデル 絶叫10連続FUCK 宮島めい（1月9日、ナチュラルハイ）
- 宮島めい×ナチュラルハイ 全裸羞恥OK娘スペシャル SODstarVer. 絶対NGの超絶美少女に連日羞恥で中出し＆大量ぶっかけまでOKさせろ（1月23日、SODクリエイト）
- 成人式マジックで大人の階段を駆け上った夜。元陰キャな僕たちは同窓会を抜け出し、朝まで何度も何度もSEXした。宮島めい（2月20日、SODクリエイト）[27]
- デリヘル呼んだらいつも領収書を突っ返してくる経理部の欲求不満OLと遭遇「まさか、飲食代で落とさないでくださいよ…」と言いつつ生本番させてくれ自宅でも会社でもヌいてくれる関係に 宮島めい（3月20日、SODクリエイト）[28]
- 炎上しまくってる態度ワルすぎ悪質ギャラ飲み女をさらって金とチ〇ポで尊厳破壊キメセク乱交 宮島めい（4月24日、SODクリエイト）
- もう何年も会話してない化粧っ気ない姉がチャラ男に無理やりヤラれているのを見て、なぜか寝盗られた気持ちになりトラウマ勃起が止まらなくなった 宮島めい（5月22日、SODクリエイト）[29]
- 【完全主観】サークルの弟的存在で下ネタOKな陽キャダンサー女子が僕だけに見せるギャンカワ笑顔に気付いたら1週間で10発射精していた 宮島めい（6月26日、SODクリエイト）
- SODSTAR 宮島めい ぶっかけ5シチュエーション。5種のコスプレで大量射精！総計55発射！！【デビュー5周年記念作】【特典映像 巫女姿のトランスオナニー収録版】（7月24日、SODクリエイト）[18][30]
- しこまれブライダルエステ 特別媚●フルコースで感度超増強した美人婚約者は理性が崩壊し失禁絶頂を繰り返した 宮島めい（8月21日、SODクリエイト）
- 孕ませたくなる顔面と唇 宮島めいの淫ベロ吸いっぱなしSEX 上下で絡みつく快感肉穴に子作り汁注入（9月25日、SODクリエイト）

### VR
2020年
- ぷっくりエロ唇のキス魔な年下彼女と 最初から最後までずうっ～と甘えキス・本気ベロちゅうで キス100回以上のラブラブ濃密な聖夜VR! 宮島めい（12月7日、SODクリエイト）

2021年
- SODVR1000作品突破記念スペシャル第1弾!! 超絶美女たち4人に前後左右囲まれ全方位バイノーラル淫語で責められ射精しまくる豪華絢爛ハーレム 青空ひかり 夏目響 本庄鈴 宮島めい（8月2日、SODクリエイト）

2022年
- 【フェス帰り × 夜行バス】 ライブで意気投合した小悪魔美少女にゼロ距離密着ささやきされ続けた新潟→新宿間 宮島めい（3月16日、SODクリエイト）
- 宮島めいちゃんのヌルヌル逆バニーマットヘルス!!! オールナイトでぷっくりエロ唇＆抜きテクでいっぱい精子を出させられちゃう!!!（6月29日、SODクリエイト）

2024年
- 至高の全身リップ性交 ―二プルキスから始まる濃厚Lick，Lick，Lickと甘い囁きにとろける…― 宮島めい（1月15日、SODクリエイト）
- ムカつく同級生に媚薬スプレーを吸わせ、いつものクソ真面目な姿とは裏腹に狂った性獣と化して騎乗位で死ぬほど抜かれた夏の思い出 風紀委員長と強×キメセク 宮島めい（4月4日、SODクリエイト）
- 時間停止VR 入試試験当日、近所で可愛いと有名な受験生についていき、意識外で精子を入れ続ける。 宮島めい（6月17日、SODクリエイト）

### イメージビデオ
2021年
- Mei maybe angel 宮島めい（4月1日、REbecca）
- Mei2 maybe heaven 宮島めい（8月19日、REbecca）

2023年
- Mei3 maybe playful!! 宮島めい（2月16日、REbecca）
- Mei4 maybe wedding? 宮島めい（12月7日、REbecca）

2025年
- Mei5 maybe overseas 宮島めい（3月6日、REbecca）

### 写真集
- blooming 宮島めいファースト写真集（2021年7月30日、徳間書店、撮影：柳沢康太）ISBN 978-4-19-865322-4
- 宮島めい 写真集「Make it」（2023年9月21日、双葉社、撮影：早川達也）ISBN 978-4-575-31824-1 [31]

### デジタル写真集
- 宮島めい 向日葵のような彼女 週刊ポストデジタル写真集（2022年6月1日、小学館、撮影：上野勇）[32]
- 宮島めい写真集『艶やか』（2022年12月25日、ソフト・オン・デマンド）
- プレミアムヌードポーズブック 宮島めい 増ページ【デジタル特装版】（2023年9月29日、ジーオーティー、撮影：田村浩章）※紙書籍版未収録の特別章「Light & Shadow」を追加収録した電子書籍限定版。
- 宮島めい 入っておいでよ 週刊ポストデジタル写真集（2023年12月18日、小学館、撮影：富田恭透）[33]
- 宮島めい 潮騒に耳をすませて 週刊現代デジタル写真集【プレミアムヌードシリーズ】（2024年6月28日、講談社、撮影：早川達也）

### モデル
- プレミアムヌードポーズブック 宮島めい（2023年8月22日、ジーオーティー、撮影：田村浩章）[34] ISBN 978-4-8236-0503-1

## その他製品

### トレーディングカード
- CJ SEXY CARD SERIES VOL.96 宮島めい OFFICIAL CARD COLLECTION ～やっと会えたね～（2023年2月25日、ジュートク）

### カレンダー
- 宮島めい 2022年カレンダー（2021年10月30日、SUNCARAT）
- 卓上 宮島めい 2022年カレンダー（2021年10月30日、SUNCARAT）

## 出演

### ラジオ
- とにかく明るい安村のとにかく丸裸!（2020年12月5日、12日、文化放送）
- 紗倉まなとニューヨークのマジックミラーナイト（2021年11月13日、文化放送）

### 音楽イベント
- 月で逢いましょう vol.121 ニューカマースペシャル（2025年6月12日、東京・三軒茶屋グレープフルーツムーン）[11]